# Iwonicz-Zdrój
Iwonicz-Zdrój este un oraș în Polonia.